# Jan Ziółkowski (piłkarz)
Jan Ziółkowski (ur. 5 czerwca 2005 w Warszawie) – polski piłkarz, występujący na pozycji środkowego obrońcy w polskim klubie Legia Warszawa oraz w reprezentacji Polski U-20.

## Sukcesy

### Klubowe

#### Legia Warszawa
- Puchar Polskiː 2024/2025[1]
- Superpuchar Polski:  2025[2]